# Platylomalus digitatus
Platylomalus digitatus är en skalbaggsart som först beskrevs av Thomas Vernon Wollaston 1867.  Platylomalus digitatus ingår i släktet Platylomalus och familjen stumpbaggar. Inga underarter finns listade i Catalogue of Life.